# Zmarli w roku 1896
Lista osób zmarłych w 1896:

## styczeń 1896
- 8 stycznia – Paul Verlaine, poeta francuski[1]
- 23 stycznia – Ferdinand Schichau, przedsiębiorca niemiecki, konstruktor maszyn parowych i okrętów[2]
- 25 stycznia – Frederic Leighton, angielski malarz i rzeźbiarz, czołowy przedstawiciel wiktoriańskiego neoklasycyzmu[3]
- 28 stycznia – Henryk de Ossó Cervelló, hiszpański duchowny katolicki, święty[4]
- 29 stycznia – Jędrzej Wala (starszy), przewodnik tatrzański[5]

## luty 1896
- 12 lutego – Ambroise Thomas, francuski kompozytor[6]

## marzec 1896
- 11 marca – Gustaw Karol Sennewald, polski księgarz, wydawca i ewangelik[7]

## kwiecień 1896
- 5 kwietnia – Katarzyna od Marii Rodríguez, argentyńska zakonnica, założycielka Zgromadzenia Służebnic Najświętszego Serca Jezusa, błogosławiona katolicka[8]
- 6 kwietnia – Zefiryn Agostini, włoski duchowny, założyciel Urszulanek Córek Maryi Niepokalanej, błogosławiony katolicki[9]
- 10 kwietnia – Gustav Georg Lindhberg, duński urzędnik konsularny, konsul Danii w Gdańsku[10]
- 20 kwietnia – Berard Bulsiewicz, polski bernardyn, działacz polonijny, kapelan powstania styczniowego[11]

## maj 1896
- 11 maja – Emilia Sczaniecka, polska działaczka społeczna i narodowościowa[12]
- 20 maja – Clara Schumann, niemiecka pianistka i kompozytorka[13]

## czerwiec 1896
- 8 czerwca – Jakub Berthieu, francuski jezuita, misjonarz, męczennik, święty katolicki[14]

## lipiec 1896
- 1 lipca – Harriet Beecher Stowe, amerykańska pisarka i działaczka społeczna[15]
- 11 lipca – Ernst Curtius, archeolog niemiecki[16]
- 13 lipca – Friedrich August Kekulé, niemiecki chemik[17]
- 16 lipca – Edmond de Goncourt, francuski pisarz, krytyk literacki i wydawca[18]
- 19 lipca – Abraham H. Cannon, amerykański przywódca religijny, przedsiębiorca i misjonarz[19]
- 23 lipca – Emeryk Czapski-Hutten, hrabia polski, kolekcjoner, numizmatyk, uczony[20]
- 24 lipca – Józef Rogosz, polski pisarz, wydawca i publicysta[21]

## sierpień 1896
- 10 sierpnia – Otto Lilienthal, pionier szybownictwa[22]
- 27 sierpnia – Henryk Stroka, polski pedagog, metodyk, pisarz, powstaniec styczniowy w randze porucznika[23]

## wrzesień 1896
- wrzesień – Wojciech Ślimak, góral, przewodnik tatrzański, kościelny w Zakopanem[24]
- 25 września – Wanda Malczewska, mistyczka, błogosławiona[25]

## październik 1896
- 3 października – William Morris, angielski malarz, rysownik, architekt, projektant, pisarz i poeta[26]
- 9 października – Jan Kubary, polski podróżnik i etnograf, badacz Oceanii[27]
- 11 października – Anton Bruckner, kompozytor austriacki[28]

## listopad 1896
- 26 listopada – Benjamin Apthorp Gould, amerykański astronom[29]

## grudzień 1896
- 1 grudnia – Stefan Szolc-Rogoziński, polski podróżnik, badacz Afryki, zwłaszcza Kamerunu[30]
- 8 grudnia – Ernst Engel, niemiecki statystyk i ekonomista, twórca prawa Engla[31]
- 10 grudnia – Alfred Nobel, szwedzki chemik, wynalazca i filantrop, fundator nagrody nazywanej od nazwiska fundatora Nagrodą Nobla[32]